# Daphnella
Daphnella là một chi ốc biển, là động vật thân mềm chân bụng sống ở biển trong họ Conidae.

## Các loài
Các loài thuộc chi Daphnella bao gồm:
- Daphnella alfredensis Bartsch, 1915[2]
- Daphnella allemani (Bartsch, 1931)[3]
- Daphnella amphipsila Suter, 1908[4]
- Daphnella angulata Habe & Masuda, 1990[5]
- Daphnella annulata Thiele, 1925[6]
- Daphnella antillana Espinosa & Fernández-Garcés, 1990[7]
- Daphnella arafurensis (Smith E. A., 1884)[8]
- Daphnella arcta (Smith E. A., 1884)[9]
- Daphnella aspersa (Gould, 1860)[10]
- Daphnella atractoides Hervier, 1897[11]
- Daphnella aulacoessa (Watson, 1881)[12]
- Daphnella aureola (Reeve, 1845)[13]
- Daphnella axis (Reeve, 1846)[14]
- Daphnella bartschi Dall, 1919[15]
- Daphnella boholensis (Reeve, 1843)[16]
- Daphnella butleri (Smith E. A., 1882)[17]
- Daphnella canaliculata Ardovini, 2009[18]
- Daphnella cancellata Hutton, 1878[19]
- Daphnella celebensis Schepman, 1913[20]
- Daphnella cheverti Hedley, 1922[21]
- Daphnella chrysoleuca (Melvill, 1923)[22]
- Daphnella cladara Sysoev & Bouchet, 2001[23]
- Daphnella clathrata Gabb, 1865[24]
- Daphnella compsa (Watson, 1881)[25]
- Daphnella corbicula (Dall, 1889)[26]
- Daphnella corbula Thiele, 1925[27]
- Daphnella crebriplicata (Reeve, 1846)[28]
- Daphnella cubana Espinosa & Fernández-Garcés, 1990[29]
- Daphnella cymatodes Hervier, 1897[30]
- Daphnella dea Melvill, 1904[31]
- Daphnella delicata Reeve[32]
- Daphnella dentata (Souverbie, 1870)[33]
- Daphnella dilecta Sarasúa, 1992[34]
- Daphnella diluta Sowerby III, 1896[35]
- Daphnella elata (Dall, 1889)[36]
- Daphnella elata Sowerby III, 1893[37]
- Daphnella elegantissima Espinosa & Fernandez Garces, 1990[38]
- Daphnella epicharta Melvill & Standen, 1903[39]
- Daphnella eugrammata Dall, 1902[40]
- Daphnella euphrosyne Melvill & Standen, 1903[41]
- Daphnella evergestis Melvill & Standen, 1901[42]
- Daphnella flammea (Hinds, 1843)[43]
- Daphnella gemmulifera McLean & Poorman, 1971[44]
- Daphnella grundifera (Dall, 1927)[45]
- Daphnella harrisoni (Tenison-Woods, 1878)[46]
- Daphnella hayesi Nowell-Usticke, 1959[47]
- Daphnella hedya Melvill & Standen, 1903[48]
- Daphnella hyalina (Reeve, 1845)[49]
- Daphnella ichthyandri Sysoev & Ivanov, 1985[50]
- Daphnella intercedens (Melvill, 1923)[51]
- Daphnella interrupta Pease, 1860[52]
- Daphnella itonis Sysoev & Bouchet, 2001[53]
- Daphnella jucunda Thiele, 1925[54]
- Daphnella letourneuxiana (Crosse & Fischer, 1865)[55]
- Daphnella leucophlegma (Dall, 1881)[56]
- Daphnella levicallis Poorman, L., 1983[57]
- Daphnella lirata (Reeve, 1845)[58]
- Daphnella louisae Jong & Coomans, 1988[59]
- Daphnella lymneiformis (Kiener, 1840)[60]
- Daphnella lyonsi Espinosa & Fernandez Garces, 1990[61]
- Daphnella margaretae Lyons, 1972[62]
- Daphnella marmorata Hinds, 1844[63]
- Daphnella mazatlanica Pilsbry & Lowe, 1932[64]
- Daphnella mitrellaformis (Nomura, 1940)[65]
- Daphnella monocincta Nowell-Usticke, 1969[66]
- Daphnella nobilis Kira, 1959[67]
- Daphnella olyra (Reeve, 1845)[68]
- Daphnella omaleyi (Melvill, 1899)[69]
- Daphnella ornata Hinds, 1844[70]
- Daphnella patula (Reeve, 1845)[71]
- Daphnella peripla (Dall, 1881)[72]
- Daphnella pernobilis Habe, 1962[73]
- Daphnella pessulata (Reeve, 1843)[74]
- Daphnella pluricarinata (Reeve, 1845)[75]
- Daphnella pompholyx (Dall, 1889)[76]
- Daphnella psila Suter, 1908[77]
- Daphnella pulviscula Chino, 2006[78]
- Daphnella radula Pilsbry, 1904[79]
- Daphnella recifensis Barnard, 1958[80]
- Daphnella reeveana Deshayes[81]
- Daphnella reticulosa (Dall, 1889)[82]
- Daphnella retifera (Dall, 1889)[83]
- Daphnella retusa McLean & Poorman, 1971[84]
- Daphnella rissoides (Reeve, 1845)[85]
- Daphnella sandwicensis Pease, 1860[86]
- Daphnella semivaricosa Habe & Masuda, 1990[87]
- Daphnella sigmastoma Hedley, 1922[88]
- Daphnella souverbiei (Smith E. A., 1882)[89]
- Daphnella stegeri McGinty, 1955[90]
- Daphnella stiphra Verco, 1909[91]
- Daphnella terina Melvill & Standen, 1896[92]
- Daphnella thiasotes (Melvill & Standen, 1896)[93]
- Daphnella ticaonica (Reeve, 1845)[94]
- Daphnella tosaensis Habe, 1962[95]
- Daphnella varicosa (Souverbie & Montrozier, 1874)[96]
- Daphnella wui Chang, 2001[97]

## Hình ảnh

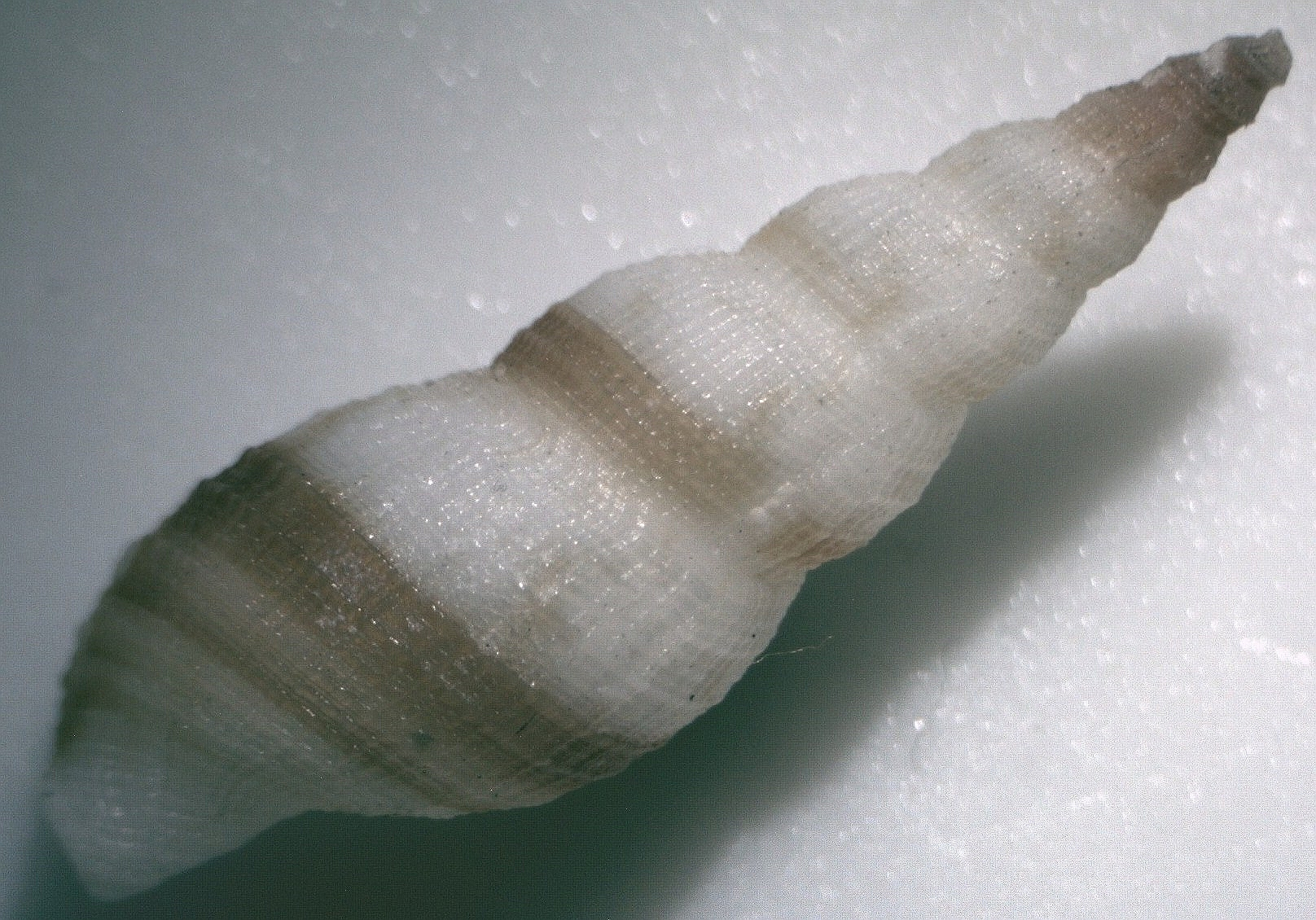